# Nepal ai Giochi della XXI Olimpiade
Il Nepal partecipò ai Giochi della XXI Olimpiade che si sono svolti a Montréal dal 17 luglio al 1º agosto 1976, rappresentato dal solo atleta Baikuntha Manandhar, che gareggiò nella maratona.
Fu la terza partecipazione di questo paese ai Giochi estivi. Non fu conquistata nessuna medaglia.